# Grønne Cykelruter
Grønne Cykelruter er en net af cykelstier, der er etableret eller planlægges etableret i København og Frederiksberg Kommune. Ruterne er lagt, så de fører gennem rekreative områder som parker og havnefronter og udenom trafikerede veje. Det er planen, at der skal være 24 ruter på tilsammen ca. 115 km. Ved udgangen af 2020 var der etableret 58,5 km.
Den første grønne cykelrute var Nørrebroruten mellem Ryparken Station og Åbuen, der blev påbegyndt i 1998. En egentlig plan for de grønne cykelruter blev vedtaget af Københavns Borgerrepræsentation i 2000. I 2006 vedtog Københavns Kommunes Teknik- og Miljøudvalget en anlægsrækkefølgeplan. I 2015 var der etableret 58 km ruter, 6 km var finansieret og 51 km planlagte. Der var dog også identificeret 58 såkaldte missing links så som manglende broer og problematiske krydsninger af trafikerede veje.
De Grønne Cykelruter udmærker sig ved ofte at være lagt gennem fredelige og historiske områder. De gør det muligt for cyklister og til dels gående at tage den med ro og nyde naturen og de grønne åndehuller. De adskiller sig derved fra supercykelstierne i de samme og omegnskommunerne, der overvejende er lagt an på pendlere. Et par strækninger er dog fælles for de to cykelnet.

## Grønne Cykelruter
| Nr. | Navn                 | Strækning | Status og bemærkninger |
| --- | -------------------- | --- | --- |
| 01  | Amagerruten          | Lille Langebro - Islands Brygge - Myggenæsgade - Svinget - Store Mølle Vej - langs Uplandsgade - Ved Amagerbanen - langs Østamagerbanen - v/ Københavns Lufthavn                                                           | Stykket ad Svinget, Store Mølle Vej og Uplandsgade og stykket langs Østamagerbanen fra Prins Buris Vej til Københavns Lufthavn mangler.             |
| 02  | Carlsbergruten       | Carl Langes Vej - Lyshøjgårdsvej - Hønsebroen - Banevolden - Sønder Boulevard - Halmtorvet - v/ Reventlowsgade | Stykket ad Carl Langes Vej og Lyshøjgårdsvej mangler.                                                                                               |
| 03  | Christianshavnsruten | Grønlandske Handels Plads - Trangravsbroen - Trangravsvej - Sophie Hedvigs Bastion - Dyssebroen - Kløvermarken - v/ Uplandsgade                                                                                            | Stykket ad Trangravsvej mangler. |
| 04  | Frederiksbergruten   | v/ Vestvolden - langs Åkandevej - Sonnerupvej - Gaunøvej - Annebergvej - Primulavej - Godthåbsvej - Stockflethsvej - Nyelandsvej - Hostrupsvej - Thorvaldsensvej - Danasvej - v/ Sankt Jørgens Sø                          | Stykkerne langs Åkandevej, ad Sonnerupvej og fra Stockflethsvej til Sankt Jørgens Sø mangler.                                                       |
| 05  | Grøndalsruten        | Damhusdæmningen - Hyltebjerg Allé - Grøndalsparken - langs Ringbanen - bag Nordre Fasanvej - Nørrebro Station | Kum stykket ad Damhusdæmningen og Hyltebjerg Allé er etableret.                                                                                     |
| 06  | Hareskovruten        | v/ grænsen til Gladsaxe Kommune - langs Hillerødmotorvejen - Mosesvinget - Horsebakken - Hyrdevangen - Rentemestervej - Fyrbødervej - Mjølnerparken - Mimersgade - Guldbergsgade - Sankt Hans Gade - v/ Sortedam Dossering | Kun stykkerne langs Hillerødmotorvejen og ad Sankt Hans Gade er etableret.                                                                          |
| 07  | Havneringen          | Inderhavnsbroen - Havnegade - Christians Brygge - bag Kalvebod Brygge - Havneholmen - Tømmergravsgade - Energiporten - Alfred Nobels Bro - Støberigade - Teglværksbroen - Oscar Pettifords Vej - Ved Slusen                | Forbindelse på tværs af havnen ad Knippelsbro og Langebro.                                                                                          |
| 07  | Langelinieruten      | Fridtjof Nansens Plads - Langeliniebroen - Langelinie - Nordre Toldbod - Larsens Plads - Kvæsthusgade - Nyhavn | |
| 08  | Hvidovreruten        | Kalvebodbroerne - Strandengen - Lodsparken - Kystagerparken - Kalvebodstien - langs Lorterenden | Stykket mellem Strandengen og Lodsparken mangler.                                                                                                   |
| 09  | Havneringen          | Ved Slusen - Havnestien - Nokken Strandsvej - Islands Brygge - Cirkelbroen - Asiatisk Plads - Nordatlantens Brygge - Grønlandske Handels Plads - Inderhavnsbroen                                                           | Forbindelse på tværs af havnen ad Knippelsbro og Langebro.                                                                                          |
| 09  | Kalvebodruten        | Kalvebodbroerne - Dæmingsvej - v/ Ved Slusen | |
| 10  | Kastrupfortruten     | Sydhavn Station - bag Teglholmsgade - planlagt bro - Nokken - Amager Fælled - Sundby Station - Sundbyvestervej - Wibrandtsvej - Greisvej - v/ Amager Strandvej                                                             | Kun stykket mellem Engvej og Amager Strandvej er etableret.                                                                                         |
| 11  | Lufthavnsruten       | Strømmen - bag Spontinisvej - langs Fiskerihavnen - Kalvebod Fælled - Arne Jacobsens Allé - langs Øresundsbanen - v/ Amager Strandvej                                                                                      | Stykket ad Strømmen og bag Spontinisvej og stykket over Amager Fælled mangler.                                                                      |
| 12  | Danshøjruten         | v/ grænsen til Frederiksberg Kommune - Valby Langgade - Søndre Allé - Nakskovvej - v/ Vigerslevparken | Kun stykket fra kommunegrænsen til Valby Langgade er etableret.                                                                                     |
| 12  | Den Grønne Sti       | Åbuen - bag Hostrupsvej - Solbjergvej - langs Orla Lehmanns Vej - langs Jyllandsvej - v/ grænsen til Københavns Kommune | |
| 12  | Nørrebroruten        | Ryparken Station - Rørsøstien - Lersøstien - Bispebjerg Station - Mjølnerparken - Superkilen - Nørrebroparken - Hørsholmparken - Åbuen                                                                                     | Stykket fra Bispebjerg Station til Mjølnerparken mangler.                                                                                           |
| 13  | Refshaleruten        | v/ Refshalevej - Forlandet - Raffinaderivej - v/ Prags Boulevard | Stykket ad Raffinaderivej mangler. |
| 14  | Ryvangsruten         | v/ Tuborgvej - Rymarksvej - bag Ryparken - Ryparken Station | |
| 15  | Svanemølleruten      | Ryparken Station - Sibeliusgade - Ved Sporsløjfen - Østbanegade - Fridtjof Nansens Plads | |
| 16  | Søruten              | v/ Østbanegade - Holsteinsgade - Sortedam Dossering - Peblinge Dossering - Svineryggen - Gasværksvej - Sønder Boulevard - Skelbækgade - Dybbølsbro - Fisketorvet                                                           | Stykkerne ad Holsteinsgade og Skelbækgade mangler.                                                                                                  |
| 17  | Universitetsruten    | Fisketorvet - Cykelslangen - Bryggebroen - Axel Heides Gade - Amager Fælled - Kaj Munks Vej | Stykket mellem Ørestads Boulevard og Kaj Munks Vej mangler.                                                                                         |
| 18  | Utterslevruten       | v/ Åkandevej - langs den nordlige side af Utterslev Mose - Rødkløvervej - Lundedalsvej - Lundehusvej - Bomhusvej - Ryparken                                                                                                | Stykkerne fra Utterslev Mose til Lundedalsvej og fra Lundedalsvej til Ryparken mangler.                                                             |
| 19  | Valbyruten           | v/ Søndre Allé - Stadfeldtsvej - langs Ringbanen - Sydbanestien - Banebyen - Kalvebod Brygge - Fisketorvet | Kun stykket langs Ringbanen fra Poul Reichhardts Vej til Trekronergade og stykket ad Sydbanestien fra Sjælør Boulevard til Enghavevej er etableret. |
| 20  | Vestvoldruten        | v/ Åkandevej - langs med Vestvolden - v/ Islevhusvej | |
| 21  | Vigerslevruten       | v/ Islevhusvej - langs Harrestrup Å - Damhusengen - langs Damhussøen - Vigerslevparken - Parkstien - v/ Kalvebodstien | |
| 22  | Ørestadsruten        | v/ Njalsgade - Emil Holms Kanal - langs Ørestadsbanen - efter Vejlands Allé langs kanal - v/ Otto Baches Allé | Et stykke ved Vejlands Allé mangler. |